# Chemin rural

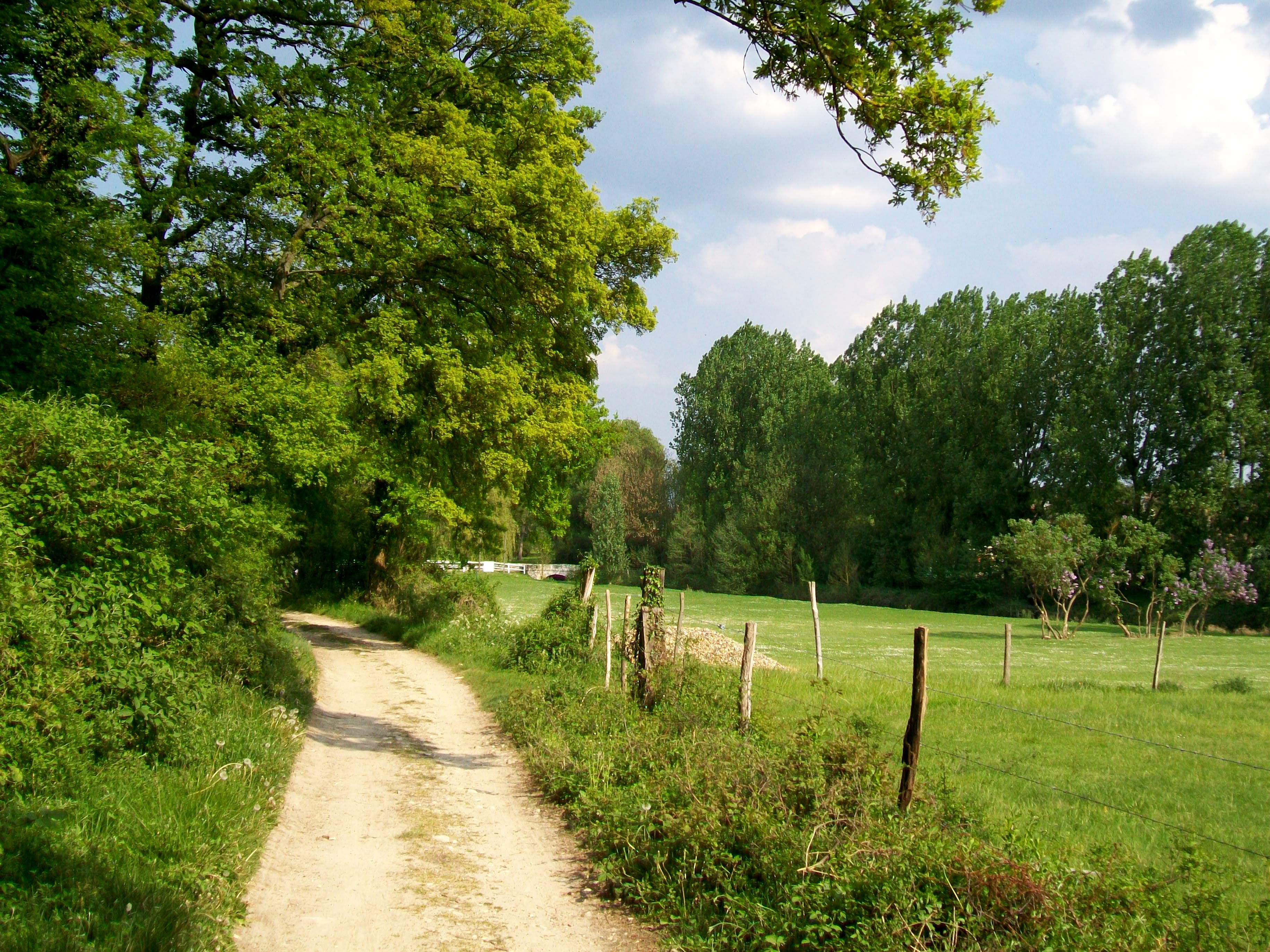
Chemin rural non revêtu no 28 reliant Pontarmé (Oise) au hameau de Montgrésin.

D'une façon courante, on appelle chemin rural (ou chemin de campagne) une voie non asphaltée située dans une zone rurale agricole. Un chemin rural est habituellement connecté à une route ou à une piste (notamment forestières) et intégré à un mailliage de parcelles cultivées, dans un paysage de bocage ou d'openfield. Bordé de fossés, parfois de talus (avec ou sans haie), il a longtemps été un élément structurant des paysages agricoles et de la vie rurale. 
Sur le plan juridique, en France, un chemin rural est défini comme chemin affecté à l'usage du public, mais appartenant au domaine privé de la commune, et par conséquent non classé dans la voirie communale. Les chemins ruraux sont régis par les articles L. 161-1, L. 161-2, L.161-3 du Code rural et de la pêche maritime. Ils doivent être distingués d'une part des voies communales, qui font partie du domaine public, mais aussi des chemins d'exploitation, qui appartiennent aux propriétaires des terres sur lesquelles ils se trouvent et dont l'accès peut être interdit au public. 
Souvent étroits, les chemins ruraux se trouvent essentiellement en zone non urbanisée, mais l'extension de l'urbanisation peut conduire à leur intégration dans des zones de banlieue récemment constituées. Ils deviennent alors des voies communales, s'ils étaient dans la zone agglomérée de la commune lors de la promulgation de l'ordonnance du 7 janvier 1959.
Les panneaux directionnels relatifs aux chemins ruraux portent le cartouche « R ».

## Histoire et géographie
Les chemins associés à la géographie agraire existent probablement depuis la préhistoire et certains chemins de la période antique pourraient persister dans certains cadastres contemporains,.
Ces chemins sont devenus ruraux avec la diffusion de l'agriculture et des pâturages itinérants ou fixes. Ils étaient empruntés par les villageois et pour certains par de grands voyageurs (pèlerins notamment), des chevaux et des chars, des armées, puis les postes et diligences, avant que certains ne soient transformés en routes.  
C'est la loi du 20 août 1881 qui a créé le statut de chemin rural d'après des critères antérieurement dégagés par la jurisprudence de la Cour de cassation. 

Cette loi  a créé deux types de chemins ruraux, 
1. les chemins ruraux reconnus (inaliénables  et imprescriptibles), dits aussi chemins vicinaux ;
2. les chemins ruraux ordinaires dont l'aliénation était possible à certaines conditions, pouvant faire l'objet de l'usucapion.

L'ordonnance no 59-115 du 7 janvier 1959 relative à la voirie des collectivités locales a supprimé les chemins ruraux reconnus qui se sont vus soit incorporés à la voirie communale (sur délibération expresse du conseil municipal), soit incorporés à la voirie rurale. La répartition entre voies communales et chemins ruraux a été établie par l'ordonnance no 59-115 du 7 janvier 1959 portant réforme de la voirie des collectivités locales. 
La distinction entre les deux réseaux repose en droit sur le critère de domanialité ; en effet, les voies communales appartiennent au domaine public de la commune, alors que les chemins ruraux font partie du domaine privé de celle-ci. À ce titre, ils sont prescriptibles et aliénables dans les mêmes conditions que les autres biens du domaine privé des communes et peuvent donc être acquis par le biais de la prescription trentenaire. Les litiges les concernant relèvent de la compétence des tribunaux judiciaires. Cette distinction implique donc l'existence de statuts juridiques différents, fixés respectivement, pour les voies communales par le décret no 64-262 du 14 mars 1964 modifié, désormais codifié sous divers articles du code de la voirie routière, et pour les chemins ruraux par le décret no 69-897 du 18 septembre 1969 (également codifié dans le code de la voirie routière), explicité par la circulaire du 18 décembre 1969.
Cette circulaire imposait entre autres  aux communes de constituer un tableau des chemins ruraux répertoriant l'ensemble des chemins ruraux devant servir en cas de litige.
En France une grande partie des chemins ruraux, comme de nombreux talus, fossés et éléments bocagers ont été détruits par les grands remembrements dans les années 1970-1980, mais on leur attribue encore une importance esthétique et paysagère, sociale, touristique ainsi parfois qu'en termes de service écosystémique (en tant qu'éléments naturels relictuels susceptible de participer à la trame verte et/ou bleue.

## Litiges relatifs aux chemins ruraux
Les litiges relatifs aux chemins ruraux dépendent des tribunaux administratifs lorsqu'ils sont relatifs à des décisions de l'autorité municipale les concernant (p. ex. entretien, classement, aliénation, réglementation de circulation, etc.).

Mais les litiges portant sur leur propriété relèvent des tribunaux civils et peuvent constituer une question préjudicielle empêchant les tribunaux administratifs de se prononcer tant qu'elle n'est pas réglée par une décision au civil.
La Cour de cassation a décidé que les tribunaux d'instance pouvaient être compétents.

## Droit de propriété de la commune
Selon l'article L 161-1 du code rural, seuls les chemins appartenant aux communes et affectés à l'usage du public peuvent constituer  des chemins ruraux. Ainsi un chemin appartenant à une commune mais non affecté à l'usage du public ne constitue pas un chemin rural (par exemple un chemin conduisant à un dépôt municipal uniquement utilisé par des employés municipaux).
Parallèlement, un chemin utilisé par le public mais n'appartenant pas  à la commune  ne peut constituer un chemin rural. C'est le cas d'un chemin privé sur lesquels les propriétaires tolèrent le passage de promeneurs. 
En revanche, il résulte des dispositions combinées des articles L. 161-2 et L. 161-3 du code rural qu'un chemin affecté à l'usage du public est  présumé appartenir  à la commune, sauf preuve contraire fournie par ceux qui s'en prétendent propriétaire.
L'affectation à l'usage du public étant elle-même présumée notamment par l'utilisation du chemin comme voie de passage, par des actes réitérés d'entretien  ou de voirie, ou par son inscription sur un itinéraire départemental de randonnée.
Ces critères n'étant pas cumulatifs, un seul peut suffire à créer une présomption à l'égard de la commune.
Par ailleurs, lorsqu'une affectation ancienne est établie, le fait qu'un chemin ne soit plus affecté à l'usage du public ne fait pas perdre son droit de propriété à la commune. Cela étant, il s'agit d'une présomption simple qui peut être renversée par la preuve du droit de propriété d'un tiers. 
La Cour de cassation est particulièrement vigilante à ce sujet et une jurisprudence constante a dénié plusieurs fois à la commune l'existence d'un droit de propriété lorsqu'elle ne démontre pas un titre préférable à ceux qui lui sont opposés.
Par ailleurs, la Cour de cassation fait une application particulièrement stricte de la notion d'affectation à l'usage de public. 
Elle a à plusieurs reprises refusé la qualité de chemin rural à des chemins classés par les communes comme chemins ruraux mais dont il n'était pas établi soit qu'ils aient été effectivement utilisés par le public, soit qu'ils appartiennent à la commune, en jugeant que la délibération du conseil municipal classant la voie comme chemin rural ne vaut pas acte d'achat du terrain par la commune.
La commune qui revendique le statut de chemin rural pour une de ses voies doit donc faire la preuve à la fois de son affectation à l'usage du public (et ne peut se contenter de s'appuyer sur des actes purement administratifs  tels que délibération, inscription au cadastre, classement) et de sa propriété, si son adversaire conteste l'un de ces critères.
De même, lorsque la commune ne peut justifier ni d'une inscription sur un itinéraire départemental de randonnée, ni d'acte réitérés de voirie ou d'entretien, la cour de cassation pose que l'affectation à l'usage du public peut s'établir par la destination du chemin utilisé comme voie de passage (art L 161-2 du code rural et de la pêche maritime)
Le critère de destination d'un chemin doit s'analyser en relation avec son utilité. Un chemin reliant deux voies publiques n'est un chemin rural que s'il fait l'objet d'une circulation générale et continue. Ainsi bien qu'il relie entre eux deux autres chemins ruraux, n'est pas un chemin rural un chemin créé à la suite d'un remembrement qui ne constitue qu'une bretelle secondaire, dont l'usage n'est obligatoire que pour les riverains. 
Récemment, la cour de cassation a de nouveau affirmé que l'affectation « implique une circulation générale et continue ».
Il n' y a de circulation générale que si le chemin est fréquenté par l'ensemble de la population et non par une catégorie particulière de population, comme les chasseurs. Il n'y a pas non plus de circulation générale et continue si le chemin n'a pas la continuité nécessaire à cette circulation.
La commune peut établir l'existence d'une circulation générale et continue notamment au moyen d'attestations.

## Obligations et responsabilités de la commune
En France, contrairement aux chemins communaux, la commune n'a pas l'obligation d'entretenir les chemins ruraux. Néanmoins, elle peut être tenue responsable de dommages résultant d'un manque d'entretien. 
Dans une réponse ministérielle à une question écrite, le ministre de l'intérieur a indiqué :
« Il n'existe pas d'obligation générale et absolue d'entretien des chemins ruraux pour les communes. L'entretien des chemins ruraux, contrairement à celui des voies communales, n'est pas inscrit au nombre des dépenses obligatoires de la commune à l'article L. 2321-2 du code général des collectivités territoriales. Toutefois, dès lors que la commune a effectué des travaux destinés à assurer ou à améliorer la viabilité du chemin rural et a ainsi accepté d'en assumer l'entretien, sa responsabilité peut être mise en cause par les usagers pour défaut d'entretien normal (CE, 20 novembre 1964, Ville de Carcassonne). Par ailleurs, le maire est chargé de la police de la circulation et de la conservation des chemins ruraux en vertu de l'article L. 161-5 du code rural et de la pêche maritime. Il doit ainsi veiller à la sauvegarde de l'intégrité des chemins ruraux de manière à assurer la sécurité de la circulation des usagers. Enfin, lorsque des travaux sont nécessaires ou lorsqu'un chemin rural n'est pas entretenu par la commune, l'article L. 161-11 du code rural et de la pêche maritime prévoit la possibilité pour les propriétaires riverains du chemin rural de demander au conseil municipal de délibérer sur l'institution ou l'augmentation de la taxe prévue à l'article L. 161-7 du même code pour l'entretien des chemins ruraux. Cette demande doit être formulée par « soit la moitié plus un des intéressés représentant au moins les deux tiers de la superficie des propriétés desservies par le chemin, soit les deux tiers des intéressés représentant plus de la moitié de la superficie ». Dans les mêmes conditions de majorité, les propriétaires riverains peuvent également proposer de se charger des travaux nécessaires pour mettre ou maintenir la voie en état de viabilité. Si le conseil municipal n'accepte pas la proposition des propriétaires riverains ou ne délibère pas dans le délai prescrit, il peut être constitué une association syndicale autorisée ».
art D 161-11 du code rural Lorsqu'un obstacle s'oppose à la circulation sur un chemin rural, le maire y remédie d'urgence.  Les mesures provisoires de conservation du chemin exigées par les circonstances sont prises, sur simple sommation administrative, aux frais et risques de l'auteur de l'infraction et sans préjudice des poursuites qui peuvent être exercées contre lui.
art D161-14 du code rural  l est expressément fait défense de nuire aux chaussées des chemins ruraux et à leurs dépendances ou de compromettre la sécurité ou la commodité de la circulation sur ces voies, notamment :  1° D'y faire circuler des catégories de véhicules et de matériels dont l'usage a été interdit par arrêté du maire, dans les conditions prévues à l'article D. 161-10 ;  2° De les dépaver, d'enlever les pierres ou autres matériaux destinés aux travaux de ces chemins ou déjà mis en œuvre ;  3° De labourer ou de cultiver le sol dans les emprises de ces chemins et de leurs dépendances ;  4° De faire sur l'emprise de ces chemins des plantations d'arbres ou de haies ;  5° De creuser aucune cave sous ces chemins ou leurs dépendances ;  6° De détériorer les talus, accotements, fossés, ainsi que les marques indicatives de leurs limites ;  7° De rejeter sur ces chemins et leurs dépendances des eaux insalubres ou susceptibles de causer des dégradations, d'entraver l'écoulement des eaux de pluie, de gêner la circulation ou de nuire à la sécurité publique ;  8° De mettre à rouir des plantes textiles dans les fossés ;  9° De mutiler les arbres plantés sur ces chemins ;  10° De dégrader les appareils de signalisation et leurs supports, les bornes ou balises des chemins, les plantations, les ouvrages d'art ou leurs dépendances, les revêtements des chaussées et, d'une façon générale, tout ouvrage public situé dans les emprises du chemin, notamment les supports de lignes téléphoniques ou de distribution d'énergie électrique ou d'éclairage public ;  11° De faire des dessins ou inscriptions ou d'apposer des placards, papillons ou affiches sur ces mêmes chemins et ouvrages ;  12° De déposer sur ces chemins des objets ou produits divers susceptibles de porter atteinte à la sécurité de la circulation, notamment d'y jeter des pierres ou autres matières, d'y amener par des véhicules, en provenance des champs riverains, des amas de terre, d'abandonner sur la chaussée des produits tombés de chargements mal assurés, tels que fumiers, pulpes, graviers, gravois, et d'une manière générale de se livrer à tout acte portant atteinte ou de nature à porter atteinte à l'intégrité des chemins ruraux et des ouvrages qu'ils comportent, à en modifier l'assiette ou à y occasionner des détériorations.
En 2022, puis 2023, la législation française sur les chemins ruraux a été mise à jour, avec comme principales nouveautés :
- Loi 3DS (n° 2022-217) du 21 février 2022, relative à la différenciation, la décentralisation, la déconcentration et portant diverses mesures de simplification de l'action publique locale. Elle fait que les communes peuvent maintenant modifier l'itinéraire des chemins ruraux (par voie d'échange), sans nécessiter d'enquête publique préalable ; elle permet aux communes de les recenser, et  de promulguer  des mesures pour préserver leurs caractéristiques initiales[22].
- Un Arrêté du 16 février 2023 précise le contenu du « tableau récapitulatif du recensement des chemins ruraux » (mentionné à l'article L. 161-6-1) => ce tableau comprend, pour chaque chemin :

- l'indication de son numéro ;
- son type : chemin, impasse, tronçon, sentier ;
- la désignation et le géoréférencement du point où il commence et celui où il finit ;
- sa longueur sur le territoire de la commune ;
- la date d'affectation ;
- l'état d'entretien et de conservation.
Il peut aussi mentionner les informations suivantes :
- la largeur moyenne ;
- l'estimation de la superficie du chemin
- les caractéristiques des tirants pour les ouvrages d'art passant sous les chemins ;
- l'existence de servitudes grevant le chemin ;
- l'existence d'un bornage.
Ce tableau récapitulatif peut être complété d'une représentation graphique (transmis au conseil départemental).

## Aliénation des chemins ruraux
L'article L 161-10 du code rural permet aux communes de vendre les chemins ruraux abandonnés, après enquête publique lorsqu'il y a désaffectation de fait par ailleurs l'article L161-10-1 dispose : 

« Lorsqu'un chemin rural appartient à plusieurs communes, il est statué sur la vente après enquête unique par délibérations concordantes des conseils municipaux.
Il en est de même quand des chemins appartenant à plusieurs communes constituent un même itinéraire entre deux intersections de voies ou de chemins.
L'enquête préalable à l'aliénation d'un chemin rural prévue à l'article L. 161-10 et au présent article est réalisée conformément au code des relations entre le public et l'administration, et selon des modalités fixées par décret en Conseil d'Etat. »

En revanche la jurisprudence administrative en interdit l'échange. Les chemins ruraux, ne faisant pas partie du domaine public inaliénable et imprescriptible, peuvent faire l'objet d'une prescription acquisitive de la part des riverains.